# Гэлбрейт, Дэнни
Дэ́ниел Джеймс «Дэ́нни» Гэ́лбрайт (англ. Daniel James "Danny" Galbraith; 19 августа 1990, Галашилс, Шотландия) — шотландский футболист, полузащитник. Ранее числился в академиях клубов «Харт оф Мидлотиан» и «Манчестер Юнайтед».

## Карьера

### Клубная
Начал заниматься футболом 13 лет в школе столичного «Харт оф Мидлотиан», откуда в 16 лет, в 2006 году, попал в школу английского «Манчестер Юнайтед». В Англии стал финалистом молодёжного Кубка страны в 2007 году. Дальнейшему развитию карьеры в «Манчестере» помешали многочисленные травмы. В 2009 году он стал свободным агентов и вскоре подписал двухлетний контракт с другим клубом из столицы Шотландии — «Хибернианом». В том же году он дебютировал за свою новую команду, выйдя на замену в матче против «Сент-Миррена». В том матче нанёс удар в «крестовину», с рикошета от которой был забит победный гол (2:1). 27 января 2010 году забил своей первый и единственный гол за команду, который стал ещё и победным, произошло это в игре с «Селтиком» (2:1). Тем не менее это не помогло ему закрепиться в основном составе. В «Хиберниане» Дэнни продолжил страдать от многочисленных травм, что привело к тому, что в ноябре 2012 года он начал искать себе новую команду, тренируясь с «Данфермлин Атлетик», с целью поддержания игровой формы.

### Международная
В 2006 году был вызван в сборную Шотландии (до 17 лет), и 2 октября дебютировал в матче против сверстников из Болгарии (1:0). Позже сыграл ещё два матча, но дальнейшим его выступлениям помешала очередная травма.

## Достижения
«Манчестер Юнайтед»
- Финалист Молодёжного Кубка: 2007

«Хиберниан»
- Финалист Кубка Шотландии: 2012